# Le Couteau de glace
Pour plus de détails, voir Fiche technique et Distribution.
Le Couteau de glace (Il coltello di ghiaccio) est un giallo italo-espagnol coécrit et réalisé par Umberto Lenzi, sorti en 1972.

## Synopsis
Martha Caldwell a assisté à la mort brutale de ses parents sur une voie ferrée. Traumatisée, elle est depuis muette et fragile. Désormais adulte, essayant de surmonter son traumatisme, elle vit en Espagne avec son oncle Ralph, un passionné de démonologie et de sciences occultes.  À l'occasion de l'anniversaire d'une jeune nièce, Christina, Martha revoit sa cousine Jenny, une chanteuse célèbre de passage en Espagne. Pourtant, alors qu'elles se dirigent vers le manoir de Ralph, Jenny aperçoit deux yeux la scrutant à travers la vitre de leur voiture. Son chauffeur Marcos, un homme sinistre et placide, la rassure en lui expliquant qu'elle a dû voir un reflet...
Alors que la soirée d'anniversaire se déroule normalement, Christina s'absente pour chercher son chat dans le garage. Mais Martha remarque du sang sur l'animal et découvre Jenny morte, tuée à coups de couteau dans le dos. Rapidement, l'inspecteur Duran et son adjoint arrivent pour mener l'enquête. Tous les convives sont interrogés et vite suspectés du meurtre. Hormis Martha, son oncle et la jeune fille, qui pourrait bien être coupable d'une telle abomination ? Parmi les gens présents : le major et sa femme, la bonne Rosalie, le chauffeur, mais également le prêtre du village, Annie Britton, une amie de la famille ainsi que le docteur Laurent responsable de Martha.
Lors de l'enterrement de Jenny, Martha aperçoit à son tour ces deux yeux étranges en train de l'épier entre deux arbres. Les policiers trouveront alors un médaillon à l'effigie de Satan. Très vite, c'est au tour de Rosalie d'être assassinée dans les bois. Non loin de son cadavre, le même signe démoniaque que celui trouvé sur le médaillon est découvert peint sur un arbre. Alors qu'un maniaque sexuel et toxicomane, obsédé par Martha et Jenny, est arrêté par la police à la suite du décès de sa petite amie, Christina est retrouvée morte elle aussi, dans un fourré, au sein du jardin du manoir, une demeure bâtie en face du cimetière où les victimes seront enterrées les unes après les autres, dans des cérémonies qui prennent de singulières allures de leitmotiv. Cimetière dans lequel Martha aperçoit souvent la nuit une lueur ressemblant à celle d'une torche électrique. Martha, dont l'oncle semble être obsédé par les forces sataniques, se sent de plus en plus poursuivie. Pourtant, l'homme arrêté est finalement libéré car sa petite amie est décédée d'une overdose et non assassinée de ses propres mains. Finalement, la police découvre que Martha n'est d'autre que la meurtrière. Jalouse de la voix de sa cousine Jenny, elle l'a assassinée avant de tuer la petite Christina qui a découvert qu'elle était impliquée dans les meurtres de Jenny et Rosalie. Au moment où elle s'apprête à être arrêtée par la police, Martha retrouve sa voix.

## Fiche technique
- Titre : Le Couteau de glace
- Titre original : Il coltello di ghiaccio
- Réalisation : Umberto Lenzi
- Scénario : Umberto Lenzi et Antonio Troiso
- Photographie : José F. Aguayo
- Montage : Enzo Alabiso
- Musique : Marcello Giombini
- Sociétés de production : Tritone Film Industria et Mundial Film
- Société de distribution : CIDIF
- Pays de production : Italie, Espagne
- Format : Couleurs - Scope - Mono
- Genre : Horreur, thriller
- Durée : 91 minutes
- Date de sortie :
  - Italie : 24 août 1972

## Distribution
- Carroll Baker : Martha Caldwell
- Alan Scott : Dr Laurent
- Ida Galli : Jenny Ascot
- Eduardo Fajardo : Marcos
- Silvia Monelli : Mme Annie Britton
- Georges Rigaud : oncle Ralph
- Franco Fantasia : inspecteur Duran
- Dada Gallotti : la femme du maire
- Lorenzo Robledo : vice-commissaire
- Mario Pardo : Woody Mason
- Olga Gherardi : Rosalie
- Consalvo Dell'Arti : Maire
- José Marco : père Martin
- Carla Mancini : libraire
- Luca Sportelli : employé à la gare
- Rosa M. Rodriguez : Christina